# ریونوسوکه ساگارا
ریونوسوکه ساگارا (ژاپنی: 相良 竜之介؛ زادهٔ ۱۷ اوت ۲۰۰۲) یک بازیکن فوتبال اهل ژاپن است.
از باشگاه‌هایی که در آن بازی کرده‌است می‌توان به باشگاه فوتبال ساگان توسو اشاره کرد.